# Constança Urbano de Sousa
Maria Constança Días Urbano de Sousa (Coímbra, 1 de abril de 1967) es una profesora, abogada y política portuguesa. El 18 de octubre de 2017 dimitió del cargo de ministra de Administración Interna del XXI Gobierno Constitucional de Portugal.

## Biografía
Constança Urbano de Sousa se graduó en Derecho por la Universidad de Coímbra en 1991 y se doctoró en Derecho Europeo por la Universidad del Sarre (Alemania) en 1997. Es profesora de Derecho de la Universidad Autónoma de Lisboa y del Instituto Superior de Ciencias Policiales y Seguridad Interna lisboeta. Es hija del ex-Provedor de Justicia Alfredo José de Sousa.

## Trayectoria
De 2006 a 2012 fue consejera y coordinadora de la Unidad de Justicia y Asuntos Internos (JAI) de la Representación Permanente de Portugal en la Unión Europea (REPER). Durante seis años dirigió la delegación portuguesa en el Comité Estratégico de Inmigración, Fronteras y Asilo (CEIFA) de la Unión Europea y fue miembro de la delegación portuguesa del CATS, COSI (Comité Permanente de Seguridad Interna) y del Grupo de Trabajo de Alto Nivel sobre Asilo y Migración, entre otras organizaciones del Consejo de la UE. Durante el segundo semestre de 2007, coincidiendo con la Presidencia Portuguesa del Consejo, presidió al CEIFA y la reuniones de Consejeros JAI, encabezando las negociaciones sobre varios asuntos en el seno del Consejo, de la Comisión y del Parlamento Europeo.

## Ministerio de Administración Interna
El 26 de noviembre de 2015, Urbano de Sousa fue nombrada ministra de Administración Interna del gabinete de António Costa. Durante su mandato, Portugal experimentó los incendios forestales más mortales de la historia, primero en Pedrogão Grande en junio de 2017 (65 muertos) y luego en todo el país en octubre de 2017 (42 fallecidos). Como consecuencia de los incendios forestales en Portugal en junio y octubre de 2017, Urbano de Sousa renunció al cargo de ministra el 18 de octubre de 2017.